# Hiroshi Nishitani
Hiroshi Nishitani (西谷弘, Nishitani Hiroshi), né le 12 février 1962 à Tokyo, est un réalisateur japonais.

## Filmographie partielle

### Au cinéma
- 2006 : Kenchō no hoshi (県庁の星?)
- 2008 : Suspect X (容疑者Xの献身, Yōgisha ekkusu no Kenshin?)
- 2009 : Amalfi: Rewards of the Goddess (en) (アマルフィ 女神の報酬, Amarufi: Megami no hōshū?)[2]
- 2011 : Andalucia: Revenge of the Goddess (en) (アンダルシア 女神の報復, Andarushia megami no hōfuku?)
- 2012 : Ninkyō herupā (任侠ヘルパー?)
- 2013 : Midsummer's Equation (en) (真夏の方程式, Manatsu no hōteishiki?)
- 2017 : Hirugao (昼顔?)
- 2019 : Machine no owari ni (マチネの終わりに?)
- 2022 : Basukebiruke no inu: Sherokku no gekijōban (バスカヴィル家の犬 シャーロック劇場版?)
- 2022 : Chinmoku no parēdo (沈黙のパレード?)

### À la télévision
- 2006 : Tōkyō tawā: Okan to boku to, tokidoki, oton (東京タワー 〜オカンとボクと、時々、オトン〜?) (téléfilm)